# Moroges
Moroges – miejscowość i gmina we Francji, w regionie Burgundia-Franche-Comté, w departamencie Saona i Loara.
Według danych na rok 1990 gminę zamieszkiwało 469 osób, a gęstość zaludnienia wynosiła 54 osoby/km² (wśród 2044 gmin Burgundii Moroges plasuje się na 481. miejscu pod względem liczby ludności, natomiast pod względem powierzchni na miejscu 1002.).